# Dietrich Schaeffer
Dietrich Schaeffer (* 5. Dezember 1933 in Berlin; † 9. Mai 2010 ebenda) war ein Berliner Politiker (SPD) und Gewerkschafter.

## Werdegang
Schaeffer besuchte ein Gymnasium und legte 1953 das Abitur ab. Er studierte an der Technischen Universität Berlin und der Pädagogischen Hochschule Berlin, dort legte er 1962 das heilpädagogische Staatsexamen ab. Anschließend arbeitete er an verschiedenen Sonderschulen und wurde 1967 Direktor einer Sonderschule.
Schaeffer trat 1958 der SPD bei, seine politische Heimat war der SPD-Ortsverband im Berliner Bezirk Zehlendorf. Dort war er Abteilungsvorsitzender, Kreis- und Landesdelegierter und von 1963 bis 1967 Fraktionsschriftführer in der Bezirksverordnetenversammlung Zehlendorf. Bei der Berliner Wahl 1975 wurde er zwar in das Abgeordnetenhaus von Berlin gewählt, doch durch den Entscheid des Gerichts bei der Wiederholungswahl im Bezirk Zehlendorf am 25. Januar 1976 schied er wieder aus.
Daneben war Schaeffer ab Mitte der 1960er Jahre gewerkschaftlich organisiert. Er war vier Jahre stellvertretender und vier Jahre Vorsitzender des Berliner Landesverbandes der Gewerkschaft Erziehung und Wissenschaft (GEW). In dieser Zeit vertrat er nachhaltig die Interessen der Lehrerschaft der Stadt. Er gehörte dem Landesvorstand des DGB-Bezirks Berlin und sechs Jahre dem tarifpolitischen Ausschuss des DGB-Bundesvorstandes an. Von 1979 bis 1994 war er Vorsitzender des VBE Berlin.

## Ehrungen
- Bundesverdienstkreuz
- Ehrenmitglied der Vereinigung ehemaliger Mitglieder des Abgeordnetenhauses von Berlin
- Ehrenmitglied des VBE Berlin